# Moonlover
Moonlover ist das zweite Studioalbum der US-amerikanischen Post-Black-Metal-Band Ghost Bath aus Minot, North Dakota und der zweite Teil einer Albumtrilogie, die mit dem 2014 veröffentlichten Debütalbum Funeral eingeleitet und vom dritten Album Starmourner im Jahr 2017 abgeschlossen wurde.
Das Album erschien am 10. April 2015 über Northern Silence Productions zunächst in Europa veröffentlicht und erfuhr im Juni 2016 nach einem Wechsel zu Nuclear Blast eine weltweite Neuauflage. Die Erstauflage des Albums weist sieben Titel und eine Spielzeit von 42 Minuten und 6 Sekunden auf, während die zweite Auflage von Nuclear Blast mit einem Bonusstück und einer Spiellänge von 49 Minuten und 32 Sekunden daher kommt.
Das Album erfuhr etwas mediale Aufmerksamkeit und wurde unter anderem von Trevor Strnad, dem Sänger von The Black Dahlia Murder empfohlen. Er nahm Moonlover später in seine persönliche Liste der besten 100 Alben des Jahres 2015 auf.

## Entstehungsgeschichte
Im Jahr 2015 unterschrieb die Gruppe, deren Herkunft und Identitäten zuvor unbekannt waren, einen Plattenvertrag beim deutschen Undergroundlabel Northern Silence Productions, die durch die Veröffentlichung von Pressematerial Ghost Bath als US-amerikanische Band bestätigten. Das Album erschien in ihrer Erstauflage am 10. April 2015.
Nachdem die Band zu Nuclear Blast wechselte, wurde Moonlover mit dem Stück Ascension neu aufgelegt. Als Produzent wirkte neben dem Sänger Dennis Mikula auch Josh Schroeder, der bereits mit In Hearts Wake, King 810 und The Color Morale gearbeitet hat. Durch Schroeder kam auch der Kontakt zu Nuclear Blast zustande. Das Album wurde exakt ein Jahr nach der Erstveröffentlichung neu aufgelegt.
Das Cover-Artwork wurde durch das Werk La Luna 1989 vom guatemaltekischen Fotografen Luis González Palma inspiriert.

## Titelliste
| #  | Titel                       | Länge | Anmerkungen                  |
| -- | --------------------------- | ----- | ---------------------------- |
| 1. | The Sleeping Fields         | 1:26  | mit Kathrine Shepard         |
| 2. | Golden Number               | 9:08  |                              |
| 3. | Happyhouse                  | 8:44  |                              |
| 4. | Beneath the Shade Tree      | 4:47  |                              |
| 5. | The Silver Flower – Part I  | 4:03  |                              |
| 6. | The Silver Flower – Part II | 7:33  |                              |
| 7. | Death and the Maiden        | 6:25  |                              |
| 8. | Ascension                   | 7:26  | Bonuslied auf der Neuauflage |

## Promotion
Vom 11. bis 22. Juli 2016 spielte Ghost Bath ihre allererste überregionale Konzertreise, die in Kanada startete und entlang der Westküste der Vereinigten Staaten führte. Es folgte im Anschluss die erste Tournee durch Europa, die bei ausgewählten Konzerten von The Black Dahlia Murder, Converge, Dying Fetus, Goatwhore, Minsk und Thränenkind unterstützt wurde.

## Mediale Rezeption

### Kommerzieller Erfolg
Die Erstauflage des Albums bei Northern Silence Productions war laut der Kolumne New & Noteworthy bei Metal Insider auf 900 Tonträger limitiert. Die Neuauflage von Nuclear Blast konnte in den Vereinigten Staaten lediglich 200 verkaufte Exemplare in der ersten Verkaufswoche des Albums absetzen.

### Kritiken
Trevor Strnad, Sänger der Melodic-Death-Metal-Band The Black Dahlia Murder, beschrieb Moonlover in seiner Kolumne bei Metalinjection als eine der größten Überraschungen des Metaljahres 2015. Er verglich die Gruppe mit Pionieren des depressiven Black Metal wie Silencer und Bethlehem, wobei Strnad auch eine diverse Ähnlichkeit zu Deafheaven prophezeit. Der Gesang von Dennis Mikula vergleicht er mit der japanischen Screamo-Band Envy. Strnad nahm das Album am Ende des Jahres in seiner persönlichen Liste der besten 100 Alben des Jahres 2015 auf, wo es auf Platz 20 gelistet wurde.
Hang Mai Le von der Online-Musikplattform Powermetal.de zeigte sich beeindruckt von Moonlover und schreibt, dass der Gesang zwischen schrill und brüchig hin und her pendele, sodass Emotionen wie Verzweiflung und Schmerz beinahe greifbar gemacht würden. Der Kritiker zeigt sich überrascht, dass es der Band gelinge, derartige Emotionen in knapp einer dreiviertel Stunde hervorzurufen, ohne das eines der Gefühle zu kurz vermittelt wird. Auch Captain Critical von Stormbringer.at fand positive Worte für das Album und schrieb, dass Freunde des Post-Black-Metals hingerissen sein könnten.